# 尼戈尔·安德烈森
尼戈尔·古斯塔沃维奇·安德烈森（1899年10月2日—1985年2月24日），爱沙尼亚、苏联作家、政治人物。曾任爱沙尼亚外长、爱沙尼亚苏维埃社会主义共和国教育人民委员、人民委员会副主席、最高苏维埃主席团副主席、代主席等职务。

## 生平
- 1899年10月2日出生于哈利亚拉的一个小农家庭。1918年毕业于拉克韦雷师范学院。
- 1918年-1919年，纳尔瓦约埃苏小学教师。
- 1919年-1920年，拉克韦雷女子中学教师。
- 1920年-1931年，塔林男子商业学校、雅各布·韦斯特霍尔姆男子中学爱沙尼亚语教师；塔林法国学院文学教师。1922年加入爱沙尼亚社会民主工党。
- 1928年-1933年，爱沙尼亚社会主义青年联盟主席。
- 1932年-1937年，爱沙尼亚国会议员。期间，1934年3月-1939年2月，马克思主义劳动人民工会主席，爱沙尼亚工人联合会和爱沙尼亚工人教育协会理事会成员。1934年因频繁与爱沙尼亚共产党接触被开除出党。
- 1938年，因在工人大会上发表革命演讲而被起诉并被捕。
- 1939年2月，在塔林郊外被政治警察驱逐出境，流亡苏联。
- 1940年6月-8月，爱沙尼亚外交部长。他大力支持苏联吞并爱沙尼亚。1940年7月加入联共（布）。
- 1940年8月-1946年，爱沙尼亚苏维埃社会主义共和国人民委员会副主席兼教育人民委员。苏德战争期间流亡俄罗斯，曾参与雅罗斯拉夫尔艺术团和爱沙尼亚作家联盟（1943）的组建工作。
- 1946年-1949年8月，爱沙尼亚苏维埃社会主义共和国最高苏维埃主席团副主席。期间，1946年11月-1947年3月，爱沙尼亚苏维埃社会主义共和国最高苏维埃主席团代主席。当苏联政府下令销毁违背其意识形态的书籍时，安德烈森不仅试图保护爱沙尼亚图书馆，而且他以一种安静的方式捍卫它，其中没有留下太多书面痕迹。
- 1950年3月，爱共（布）五届八中全会召开。他与其他几位爱沙尼亚共产党领导人（尼古拉·卡罗塔姆、爱德华·帕尔、阿诺德·魏默）一起被指控为资产阶级民族主义者，被开除党籍。1950年3月24日被捕，1952年1月被判处25年有期徒刑，在西伯利亚的一个劳改营服刑。1955年平反。1961年恢复党籍。
- 返回爱沙尼亚后，安德烈森从事文学编辑和翻译工作。1980年，他支持捍卫爱沙尼亚语言地位的《四十位知识分子的来信》。
- 1985年2月24日于塔尔图逝世，享年85岁。葬于塔林森林公墓。

安德烈森是第1届苏联最高苏维埃民族院代表；第1-2届爱沙尼亚苏维埃社会主义共和国最高苏维埃代表。

## 文学创作
安德烈森是一位以诗人、翻译家和文学评论家而闻名的知识分子。在1920年代，他还是爱沙尼亚戏剧院的剧作家。1927年，他以笔名Ormi Arp出版了诗集《地球》，描述了“从共产主义意识形态的角度来看不同的大陆和国家。第二次世界大战前，安德烈森还发表了一些政治文章。他还翻译了卡尔·马克思和弗里德里希·恩格斯等社会主义经典著作。
战后，安德烈森出版了关于当代作家的重要专著。他还担任编辑，经常撰写引言和序言。他对文学史的一些详细问题进行了深入的研究。他翻译了丹麦语、德语、芬兰语、法语、俄语和瑞典语的许多作品。

## 荣誉
- 劳动红旗勋章
- 两次爱沙尼亚苏维埃社会主义共和国约翰·斯穆尔文学奖（1980,1984）